# George of the Jungle (desenho de 2007)
George of the Jungle (George, o Rei da Floresta, no Brasil, e em Portugal, George, o Rei da Selva)  é uma série de desenho animado estadunidense/canadense produzido por Classic Media, Studio B Productions, Bullwinkle Studios. A série estreou em 18 de janeiro de 2008 na Cartoon Network dos Estados Unidos.
No Brasil, foi exibida pelo Disney Channel e pela Rede Globo na TV Globinho. Em 4 de julho de 2016, estreou no Boomerang.
Em Portugal foi exibida por volta de 2008 em inglês sem legendas no Cartoon Network (Europa) e foi também exibida na Nickelodeon já dobrada.

## Enredo
A série conta o cotidiano de George, um homem rústico que mora no coração da selva africana. George foi o único sobrevivente de uma queda aérea, e caiu na floresta ainda bebê, conquistando então o cenário selvagem desde pequeno. Amigo dos homens e dos animais, George é feliz com a vida que tem e vive a cada episódio uma aventura - ou uma confusão.

## Personagens

### Principais
- George - Um homem alegre e forte, porém atrapalhado, que vive na selva da África desde pequeno. Ele usa uma tanga feita com pele de bicho, e seu passatempo preferido é saltar por entre os cipós da selva, embora esteja sempre propenso a se bater repetidamente nas árvores. George é o  protetor de todos os habitantes da selva. Ele também é imaturo e costuma falar de si mesmo na terceira pessoa. Na segunda temporada da série, ele agora tem músculos, tal como na série original.
- Macaco - Um gorila sarcástico e inteligente que vive com George na selva. É como um irmão para George, o qual conhece desde pequeno. Mas, mesmo sendo um animal, parece mais inteligente e civilizado que o próprio George, e muitas vezes funciona como a "voz da razão" para ele.
- Úrsula - Típica moleca da cidade, se mudou para a selva com o pai, o cientista Dr. Tower Scott. Se torna amiga do George, mesmo que no primeiro desenho de 1967 a personagem fosse a esposa do mesmo. Também torna-se amiga de Magnólia, e é muitas vezes "certinha" e "pacifista". Vive apresentando coisas da cidade para os animais da selva.
- Magnólia - Uma garota da selva, filha do feiticeiro Dr. Bruxo. É meiga e adorável, mas pode mudar seu temperamento facilmente. Uma grande amiga de George, também fez amizade com Úrsula, ensinado-lhe coisas da selva. Usa roupas que ela mesma fez com elementos da natureza, como peles e flores. Ela fala com um sotaque sulista e é um pouco ingênua as vezes.

### Recorrentes
- Narrador - O narrador de cada episódio da série. Em comparação com o narrador do desenho original, ele fala em um estilo de documentário, geralmente começando cada episódio dizendo "Para sobreviver na selva, George..."
- Dr. Tower Scott - O pai de Úrsula, é um cientista que veio para a selva estudar as plantas e animais. Possui uma relação de amigo-rival com Dr. Bruxo, pai de Magnólia, com quem vive debatendo sobre ciência vs. magia.
- Dr. Bruxo - Pai de Magnólia, é um exótico feiticeiro da cultura africana. É baixinho e velho, e suas poções mágicas quase sempre resultam em confusão. Vive em pé de guerra com o cientista Dr. Tower Scott, pois acredita que a magia pode superar a ciência.
- Shep - O elefante de estimação de George, que age e se comporta como um cachorro. Irracional e hiperativo, muitas vezes ele acaba destruindo tudo a sua volta quando se empolga. Também serve como meio de transporte para George, quando este não usa seus cipós.
- Tookie Tookie - Outro animal de estimação de George, é um tucano que só sabe pronunciar seu próprio nome. Muitas vezes serve como meio de comunicação à longas distâncias, mas quase sempre acaba se atrapalhando.

## Dublagem no Brasil
- Alexandre Moreno - George
- Luiz Carlos Persy - Macaco
- Ana Lúcia Menezes - Úrsula
- Iara Riça - Magnólia
- Diretor de Dublagem: Marlene Costa/Luiz Sérgio Navarro
- Estúdio de Dublagem: Double Sound/Sérgio Moreno Filmes

## Episódios
| Temporadas | Temporadas | Episódios | Episódios | Originalmente exibido  | Originalmente exibido   |
| Temporadas | Temporadas | Episódios | Episódios | Estreia da temporada   | Final da temporada      |
| ---------- | ---------- | --------- | --------- | ---------------------- | ----------------------- |
|            | Original   | 26        | 26        | 29 de junho de 2007    | 11 de janeiro de 2008   |
|            | Revival    | 26        | 26        | 10 de setembro de 2016 | 18 de fevereiro de 2017 |

## Nova Temporada
Em abril de 2016, a série voltou com 52 episódios inéditos .